# Luka-Meleschkiwska
Luka-Meleschkiwska (ukrainisch Лука-Мелешківська; russisch Лука-Мелешковская Luka-Meleschkowskaja) ist ein Dorf in der ukrainischen Oblast Winnyzja mit etwa 11.000 Einwohnern.

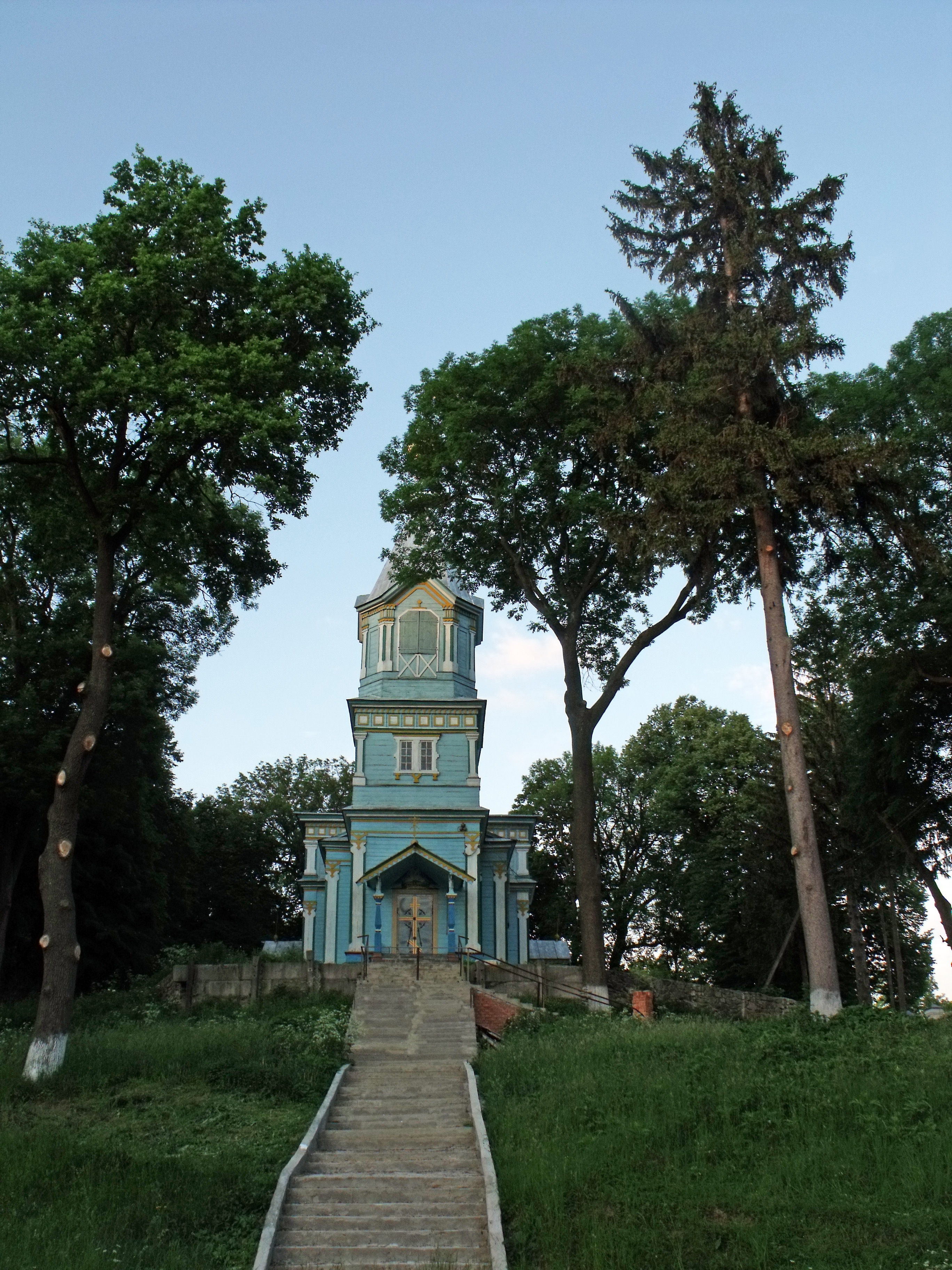
„Unserer Lieben Frauen“-Kirche im Park „Mala Sofijiwka“ im Ort

Das im 16. Jahrhundert erstmals schriftlich erwähnte Dorf liegt am Ufer der Tschaplja (Чапля), einem 10 km langen, linken Nebenfluss des Südlichen Bugs, und grenzt im Norden des Gemeindegebietes an die Oblasthauptstadt Winnyzja, deren Zentrum in 10 km Entfernung zum Dorf liegt. Durch das Dorf verläuft die Territorialstraße T–02–12.

## Verwaltungsgliederung
Am 8. September 2016 wurde das Dorf zum Zentrum der neugegründeten Landgemeinde Luka-Meleschkiwska (Лука-Мелешківська сільська громада/Luka-Meleschkiwska silska hromada). Zu dieser zählten auch die 7 Dörfer Iwaniwka, Jaryschiwka, Lany, Prybuske, Studenyzja, Tjutky und Zwischyn, bis dahin bildete es zusammen mit den Dörfern Prybuske und Tjutky die gleichnamige Landratsgemeinde Luka-Meleschkiwska (Лука-Мелешківська сільська рада/Luka-Meleschkiwska silska rada) im Süden des Rajons Winnyzja.
Am 12. Juni 2020 kamen noch die 5 in der untenstehenden Tabelle aufgelisteten Dörfer zum Gemeindegebiet.
Folgende Orte sind neben dem Hauptort Luka-Meleschkiwska Teil der Gemeinde:
| Name                     | Name               | Name                                    |
| ukrainisch transkribiert | ukrainisch         | russisch                                |
| ------------------------ | ------------------ | --------------------------------------- |
| Chyschynzi               | Хижинці            | Хижинцы (Chischinzy)                    |
| Iwaniwka                 | Іванівка           | Ивановка (Iwanowka)                     |
| Jaryschiwka              | Яришівка           | Ярышевка (Jaryschewka)                  |
| Lany                     | Лани               | Ланы                                    |
| Majdan-Tschapelskyj      | Майдан-Чапельський | Майдан-Чапельский (Maidan-Tschapelskij) |
| Parpuriwzi               | Парпурівці         | Парпуровцы (Parpurowzy)                 |
| Prybuske                 | Прибузьке          | Прибугское (Pribugskoje)                |
| Pyljawa                  | Пилява             | Пилява (Piljawa)                        |
| Sokyrynzi                | Сокиринці          | Сокиринцы (Sokirinzy)                   |
| Studenyzja               | Студениця          | Студеница (Studeniza)                   |
| Tjutky                   | Тютьки             | Тютьки (Tjutki)                         |
| Zwischyn                 | Цвіжин             | Цвижин (Zwischin)                       |